# Гранторто
Гранторто (итал. Grantorto) — коммуна в Италии, располагается в провинции Падуя области Венеция.
Население составляет 4231 человек, плотность населения составляет 289 чел./км². Занимает площадь 14 км². Почтовый индекс — 35010. Телефонный код — 049.
Покровителями коммуны почитаются священномученик Власий Севастийский, празднование 3 февраля, и святой Даниил  .